# Hannah Downing
Hannah Downing es una deportista neozelandesa que compitió en judo. Ganó dos medallas de bronce en el Campeonato de Oceanía de Judo en los años 2010 y 2011.

## Palmarés internacional
| Campeonato de Oceanía | Campeonato de Oceanía | Campeonato de Oceanía | Campeonato de Oceanía |
| Año                   | Lugar                 | Medalla               | Categoría             |
| --------------------- | --------------------- | --------------------- | --------------------- |
| 2010                  | Canberra (Australia)  | Medalla de bronce     | –48 kg                |
| 2011                  | Papeete (Francia)     | Medalla de bronce     | –48 kg                |